# Piskokéfalo
Piskokéfalo, en grec moderne : Πισκοκέφαλο, auparavant Piskokéfalon (Πισκοκέφαλον) est un village du dème de Sitía, en Crète, en Grèce. Selon le recensement de 2011, la population de Piskokéfalo compte 642 habitants. Le village est situé à une altitude de 50 m et à une distance de 3 km de Sitía.